# Camaligan
Camaligan es un municipio filipino de cuarta clase, perteneciente a la provincia de Camarines Sur, en la región de Bicolandia.

## Historia
El lugar dependió de Nueva Cáceres hasta 1829. Hacia mediados del siglo XIX, el pueblo, ya independiente, tenía contabilizada una población de 4158 habitantes, repartidos en 622 casas. Aparece descrito en el primer volumen del Diccionario geográfico, estadístico, histórico de las Islas Filipinas (1850) de Manuel Buzeta Núñez y Felipe Bravo con las siguientes palabras:

CAMALIGAN: pueblo con cura y gobernadorcillo, en la isla de Luzon, prov. de Camarines-Sur, dióc. de Nueva-Cáceres: se halla sit. en los 126° 51' 50" long., 13° 34' 10" lat.; á la orilla der. del r. Pacol ó Naga, al S. de la cabecera de la prov., defendido de los vientos del N. E.; clima templado y saludable. Tiene como unas 622 casas, en general de sencilla construccion, distinguiéndose entre ellas la casa parroquial y la llamada tribunal ó de comunidad, que son de mejor fábrica; hay escuela de primeras letras, dotada de los fondos del comun, á la que concurren varios alumnos; é igl. parr. servida por un cura regular. Próximo á esta se halla el cementerio, que es capaz y ventilado. Comunícase este pueblo con sus inmediatos por medio de caminos regulares, y recibe de la cabecera de la prov. el correo semanal establecido en la isla. term.: confina por E. con el de Pili, cuyo pueblo se halla poco mas de 2 leg.; por O. con el de Pamplona (á ¾ leg. escasos); por O. y N. con el de la cab. y sus barrios. El terreno es bastante llano, teniendo solo algunas colinas hácia el E., donde vienen á desaparecer los estribos y cñaadas del monte Isaroc: sus prod. mas notables son en esta parte el abacá, de que se hacen grandes plantaciones, el cacao y los cocos, de que se fabrica vino por cuenta del gobierno de la Colonia: en la parte mas honda se crian hermosas sementeras de arroz; hay tambien caña dulce, añil, ajonjoli y toda clase de legumbres y frutas. La ind. entre los hab. es tambien de alguna consideracion, pues tejen escelentes nipis, sinamayes ó guinaras y otras telas: fabrican cables y jarcias con los filamentos mas ordinarios del abacá; hacen buenos sombreros de nito y esterillas de palma; preparan muy bien los colores con que tiñen sus artefactos, y dan á estos finas labores. El comercio consiste en la esportacion del sobrante de sus art. industriales, agrícolas y fabriles, lo que es notable en el arroz, que sale en grandes para las prov. vecinas, y en las telas de nipis y sinamayes, que se llevan á Manila. pobl. 4,158 alm., 1,238 trib., que ascienden á 12,380 rs. plata, equivalentes á 30,950 rs. vn. Este pueblo fué antiguamente barrio de la cap. ó cabecera de la prov., de la que se separó despues del año de 1829, para formar jurisd. propia en lo civil y ecl.
(Buzeta y Bravo, 1850, pp. 469-470)

En 2020, tenía censados 25 036 habitantes.